# Петрушанський Рафаїл Романович
Петруша́нський Рафаї́л Рома́нович (15 [27] серпня 1895, Мелітополь, Таврійська губернія, Російська імперія — 2 вересня 1937) — український радянський державний діяч, голова Київської міської ради в 1934–1937 роках. Кандидат у члени ЦК КП(б)У в 1934–1937 роках.
Жертва сталінського терору.

## Біографія
Народився 1895 року в Мелітополі в родині тяглового візника. Батько, Рахміель, помер у Мелітополі в липні 1921 року. Почав працювати з 13-ти років. У 1910–1914 роках був прикажчиком на вугільних складах у Мелітополі й Федорівці, приблизно рік працював на заводі Зафермана. 1915 року, після початку Першої світової війни, був призваний в армію, брав участь у боях на Австрійському фронті в складі 75-го Севастопольського полку (1915–1917). Був поранений, нагороджений Георгіївською медаллю «За хоробрість». Після другого поранення до травня 1918 року служив у військово-дорожньому загоні.
Член КП(б)У з 1919 року. У 1924 році був головою профспілки будівельників. 
З травня 1926 року — член президії Київського окрвиконкому, голова відділу праці. У 1927–1928 роках завідував товарною біржею. 
Після закінчення Київського будівельного інституту з 1932 року працював начальником шахти на будівництві Московського метрополітену. З серпня по грудень 1933 року — заступник голови Харківської міськради й завідувач комунгоспу Харкова. 
Після переводу столиці в Київ з березня 1934 року — голова Київської міської ради. Був учасником XII з'їзду КП(б)У. У лютому 1937 року очолив Укрбудміськпром. 
Заарештований у липні 1937 року за участь у «контрреволюційній троцькістській організації», 2 вересня 1937 року розстріляний.
Реабілітований 1956 року за відсутністю складу злочину.